# Enric Mas
Enric Mas Nicolau (n. 7 ianuarie 1995, Artà⁠(d), Insulele Baleare⁠(d), Spania) este un ciclist spaniol care concurează în prezent pentru Movistar Team, echipă licențiată UCI WorldTeam. Este un cățărător talentat și a terminat în top 10 în prestigioase curse pe etape din circuitul mondial, câștigând și o etapă în Turul Țării Bascilor.

## Rezultate în Marile Tururi

### Turul Franței
4 participări
- 2019: locul 22
- 2020: locul 5
- 2021: locul 6
- 2022: nu a terminat competiția

### Turul Spaniei
5 participări
- 2017: locul 71
- 2018: locul 2, câștigător al etapei a 20-a
- 2020: locul 5
- 2021: locul 2
- 2022: